# 建立寺 (岩国市)
建立寺（こんりゅうじ）は、山口県岩国市本郷町にある浄土宗の寺院。山号は妙見山。本尊は阿弥陀如来。

## 由緒
もともと安養院と呼ばれていたが、寛文2年（1662年）に建立寺と号する。毛利公の歴代の合同位牌があり毛利の菩提寺として栄えた。
安養院に寓居していた僧休伝が、山代慶長一揆で死罪となった11庄屋の追善供養を行っていたが、50回忌にあたる寛文4年（1664年）に浄土門の寺一宇建立の沙汰を受けたともいわれる。現在も11庄屋合同位牌が安置されているが、これは明治5年に再造されたものである。

## 文化財
- 薬師如来立像。制作は平安時代後期12世紀であると思われる。建立寺が以前安養院といった頃の本尊。山口県文化財。

- 勅修御絵伝長持。

## 所在地
- 山口県岩国市本郷町本郷1470番地